# Polygala planellasi
Polygala planellasi är en jungfrulinsväxtart som beskrevs av Amorós Eugenio Molinet, Gómez de la Maza. Polygala planellasi ingår i släktet jungfrulinssläktet, och familjen jungfrulinsväxter. Inga underarter finns listade i Catalogue of Life.